# Тролейбуси в Генуї
Тролейбусна система Генуї (італ. Rete filoviaria di Genova) є частиною мережі громадського транспорту міста й комуни Генуя, регіон Лігурія, північна Італія. З 1997 року система складається лише з одного маршруту. З 2008 по 2012 роки існувало два маршрути.
З 1938 по 1973 роки в Генуї працювала більш розлога система, максимальна довжина маршрутів якої у 1964 році сягала 26,6 км. і складалася з восьми маршрутів.

## Історія

### Перша тролейбусна система (1938–73 рр.)
Першу тролейбусну систему в Генуї було запущено 13 квітня 1938 року аби доповнити мережу трамваїв Генуї та замінити трамваї на крутих схилах. 30 січня 1951 року тролейбуси замінили трамваї на важливому проїзді на схилі.
На час найбільшого розвитку (1955 р.), перша тролейбусна система складалася з дев'яти ліній сумарною протяжністю в 27 км. Тролейбуси обслуговували лише центральну частину міста в той час як трамваї сягали околиць Генуї.
В подальші роки система поступово скорочувалася а тролейбусні маршрути замінювалися на автобусні, аж доки 10 червня 1973 року систему не було закрито повністю.

### Нова система (з 1997 року)
Тролейбусний рух було заново запущено в Генуї 26 червня 1997 року, коли електрифікували маршрут №30 між Фоче та Віа ді Франчія. Маршрут обслуговував парк з 20 нових двохосних тролейбусів Breda, з яких на час відкриття були наявні три, а інші 17 було поставлено та поступово введено в експлуатацію впродовж 1999 року.
Роботу нової тролейбусної системи було призупинено з червня 2000 року до грудня 2002 року, на час будівництва тунелю у відкритий спосіб для метрополітену на П'яцца де Феррарі. Лише за кілька місяців, у травні 2003 року, було на чотири роки зупинено курсування тролейбусів у західній частині системи, на захід від П'яцца делле Фонтане Марозе в центрі міста. Причиною стало переобладнання Віа Бальбі з вулиці з двостороннім рухом на односторонню (лише в західному напрямку). Останнє вимагало постійного переспрямування східного проїзду 30 маршруту через Віа Ґрамші, і пройшов деякий час допоки об'їзд у східному напрямку обладнали контактним дротом для тролейбуса. Водночас тролейбус працював як маршрут №30-баррато (Фоче – П'яцца делле Фонтане Марозе), а дизельні автобуси обслуговували повний 30 маршрут. Тролейбуси у західній частині міста відновили роботу 13 лютого 2007 року.
5 травня 2008 року маршрут розширився на захід від Віа ді Франчія до Самп'єрдарени, таким чином 20 маршрут (Фоче – Самп'єрдарена) став тролейбусним. Маршрут №30, який ходив від Фоче до Віа ді Франчія, було скорочено зі східного боку, до Стацьйоне Бріньйоле (станція Бріньйоле), тож тролейбус припинив ходити до Фоче.  У той час маршрут №30 працював з понеділка по суботу, але в січні 2010 року тролейбус припинив ходити по суботах.
15 жовтня 2012 року маршрут №30 було замінено на 30-баррата (на зупинках і вказівниках маршрутів позначався як «30/»), який ходив лише від Віа ді Франчія до П'яцца Фонтане Марозе, і більше не ходив до станції Бріньйоле (В'яле Дука Д'Аоста), цю ділянку маршруту обслуговував №20.  Оскільки маршрут 30-баррата включав кінцеву, не обладнану розворотним кільцем контактного дроту, його обслуговували автобуси, і таким чином маршрут 20 лишився єдиним діючим. Більшість двохосних тролейбусів (Breda) на той час було виведено з експлуатації, але один-два тролейбуси використовувалися як запасні до 22 грудня, коли їх також було виведено з експлуатації. Зараз на маршруті працюють лише зчленовані тролейбуси (Van Hool).

## Маршрути

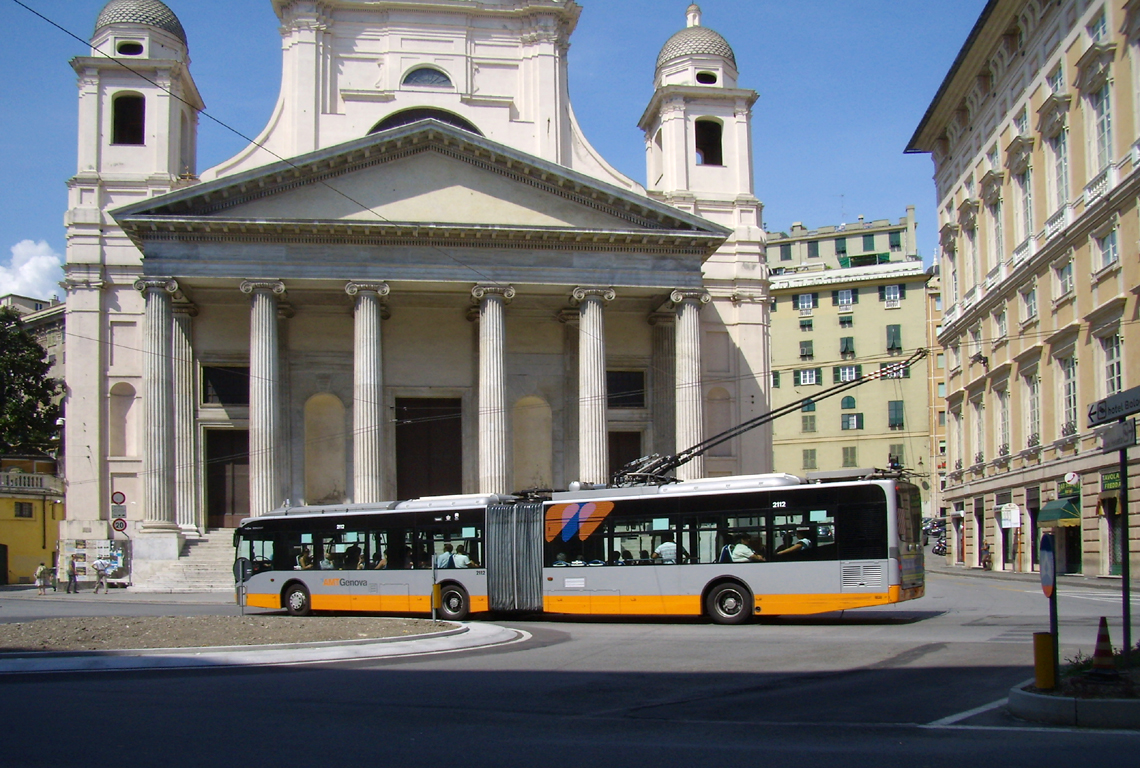
№ 2112 на площі Нунціата.

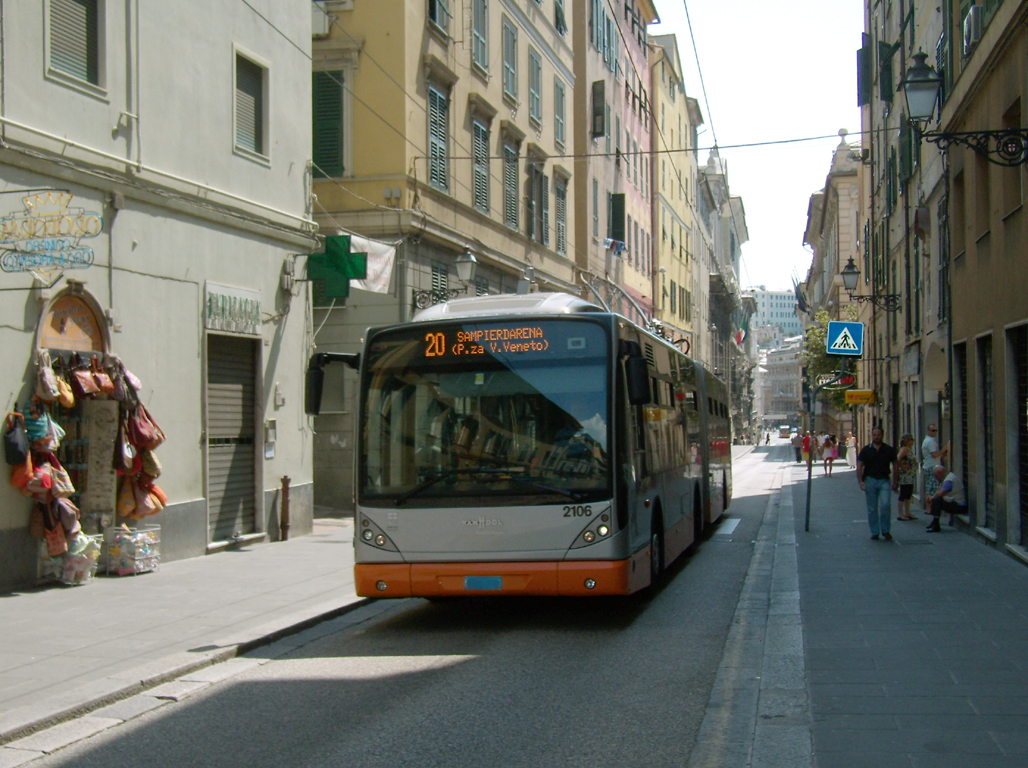
№ 2106 на Віа Рома.

З 15 жовтня 2012 року лише наступний маршрут в Генуї обслуговується тролейбусами:
- 20 Фоче (Віа Рімасса) — Самп'єрдарена (Площа Вітторіо Венето)

## Парк тролейбусів

### Виведені з обслуговування тролейбуси
Наступні тролейбуси використовувалися в першій тролейбусній системі Генуї:

#### Двовісні тролейбуси
- Ізотта Фраскіні F1 (7 тролейбусів, кузови Станґа, №№ 200–207 (з 1946 р.: 2200–2206)), працювали з 1938 по 1965 рр.
- Фіат 635 F (3 тролейбуси, кузови Варезіна, №№ 208–210 (з 1946 р.: 2210)), працювали з 1939 по 1973 рр.
- Альфа Ромео 500/F (3 тролейбуси, кузови Станґа, №№ 211–213 (з 1946 р.: 2211–2213)), працювали з 1939 по 1956 рр.
- SPA 34C (1 тролейбус, кузов U.I.T.E., № 199 (з 1946 р.: 2219)), працював з 1940 по 1973 рр.
- Ізотта Фраскіні F2 (6 тролейбусів, кузови Станґа, №№ 214–219 (з 1946 р.: 2214–2215; 2217–2219)), працювали з 1940 по 1965 рр.
- Фіат 656 F (3 тролейбуси, кузови Казаро, №№ 220-225 (з 1946 р.: 2220–2224)), працювали з 1941 по 1965 рр.
- Фіат 668 F (50 тролейбусів, різні кузови, №№ 2226–2275), працювали з 1950/53 по 1973 рр.;
- Ланчіа Езатау (2 тролейбуси, кузови П'яджо, №№ 5001–5002), працювали з 1953 по 1963 рр.
- Бреда 4001.12 F15 (20 двовісних тролейбуси, №№ 2001–2020), побудовані в 1997–98 рр.; працювали з 1997 р., коли роботу системи було відновлено після зупинки на 24 роки, до 2012 р.

#### Тривісні незчленовані тролейбуси
- Бреда (7 тролейбусів, кузови Бреда, №№ 300-306 (з 1946 р.: 2303–2305)), працювали з 1939/40 по 1963 рр.
- Альфа Ромео 110 AF (1 тролейбус, кузов Казаро, № 5176 (з 1946 р.: 2311)), працював з 1944 по 1963 рр.
- Альфа Ромео 110 AF (5 тролейбусів, кузови П'яджо, №№ 2312–2316), працювали з 1948/49 по 1972 рр.
- Фіат 672 F (15 тролейбусів, кузови Фіат, №№ 2321–2335), працювали з 1949/50 по 1973 рр.
- Альфа Ромео 140 AF (15 тролейбусів, кузови П'яджо, №№ 2351–2365), працювали з 1949/50 по 1973 рр.
- Альфа Ромео 140 AF (15 тролейбусів, кузови Баньяра, №№ 2366–2380), працювали з 1950/51 по 1973 рр.

### Наявний парк
Наявний парк тролейбусів Генуї складається з машин такого типу:
- Ван Хоол AG300T (17 зчленованих низькопідлогових тролейбусів, №№ 2101–2117); перший тролейбус почав працювати на маршруті 15 березня 2008 року.

## Депо
Наявна тролейбусна система має два депо. Депо Маньїні (Mangini) розташоване біля кінцевої зупинки Фоче (Rimessa AMT Mangini, Via Maddaloni 4), а депо Самп'єрдарена розташоване приблизно в 250 метрах на захід від одноіменної кінцевої зупинки (Rimessa AMT Sampierdarena, Via Paolo Reti).  Після повторного відкриття системи в 1997 р. і до 2007 р., тролейбуси могли заїжджати лише до депо Маньїні, оскільки контактну мережу не було проведено до Самп'єрдарени.  На початку 2007 року майже увесь парк тролейбусів було переведено до депо Самп'єрдарена, а в депо Маньїні лишалося всього чотири-п'ять двовісних тролейбусів 1996–97 рр.

## Перегляньте також
1. ↑  Aleo, Andrea. Il filobus a Genova: tra passato e futuro [The trolleybuses of Genoa: the past and future] (італ.). Associazione Metrogenova. Архів оригіналу за 25 квітня 2011. Процитовано 24 червня 2018. [Архівовано 2011-04-25 у Wayback Machine.]
2. 1 2 3 4  Trolleybus Magazine No. 273 (May–June 2007), p. 66. National Trolleybus Association (UK). ISSN 0266-7452.
3. ↑  Al via il 15 ottobre gli aggiornamenti al servizio invernale [Service changes starting 15 October]. AMT. 10 жовтня 2012. Архів оригіналу за 9 січня 2013. Процитовано 24 червня 2018.
4. ↑  Trolleybus Magazine No. 307 (January–February 2013), p. 24.
5. ↑  Tabelle Informative [Information Tables] (PDF) (італ.). Associazione Metrogenova. Архів оригіналу (PDF) за 3 березня 2016. Процитовано 24 червня 2018. [Архівовано 2016-03-03 у Wayback Machine.]

- Генуезський метрополітен

## Зовнішні посилання
Вікісховище має мультимедійні дані за темою: Тролейбуси в Генуї
- Фотографії генуезської тролейбусної системи на railfaneurope.net